# Ji (czasopismo)
Ji (ukr. «Ї») – niezależne ukraińskie czasopismo kulturoznawcze, ukazujące się we Lwowie od roku 1989 pod redakcją filozofa i politologa Tarasa Wozniaka. Należy do europejskiej sieci czasopism kulturalnych Eurozine.  Nazwę „Ji” zaproponowali ukraiński tłumacz Grigorij Koczur i językoznawca Jurij Szewielow. Jest to jedna z liter alfabetu ukraińskiego.
Czasopismo poświęcone jest sprawom międzynarodowym i integracji europejskiej. Ukazuje się w nieregularnych odstępach czasu.
Ukazuje się w języku ukraińskim, przy czym przedmowa każdego numeru pisma dostępna jest w alfabecie ukraińskim (cyrylica) i łacińskim. Niektóre numery czasopisma są poświęcone regionom Zachodniej Ukrainy, jak Lwów, Czerniowce, Iwano-Frankiwsk, Wołyń, Zakarpacie, Bukowina.
Czasopismo ukazuje się pod nadzorem kapituły, złożonej z wybitnych przedstawicieli kultury Zachodniej Ukrainy.
W czasopiśmie ukazują się artykuły autorstwa wybitnych przedstawicieli kultury światowej, jak Samuel P. Huntington, Zbigniew Brzeziński, Jacques Derrida i Jean Baudrillard.
Oprócz czasopisma nakładem wydawnictwa ukazują się książki poświęcone sprawom Zachodniej Ukrainy.
Pierwsze numery były drukowane w Wilnie przy współpracy organizacji Sąjūdis. W roku 1995 czasopismo zostało zalegalizowane.
„Ji” działa jako organizacja pozarządowa (NGO). Prowadzi wiele akcji obywatelskich, w tym popiera odnowienie siedziby Aleksandra Fredry i jego wnuka, greckokatolickiego arcybiskupa-metropolity Andrzeja Szeptyckiego w Beńkowej Wiszni. Wspomaga też stronę internetową ukraińskiego PEN-klubu.
Oprócz wersji drukowanej czasopismo dostępne jest w Internecie w wersjach językowych: angielskiej, francuskiej i niemieckiej, czasami także polskiej. Archiwalne numery dostępne są w Internecie w formacie *.pdf.